# Batuco

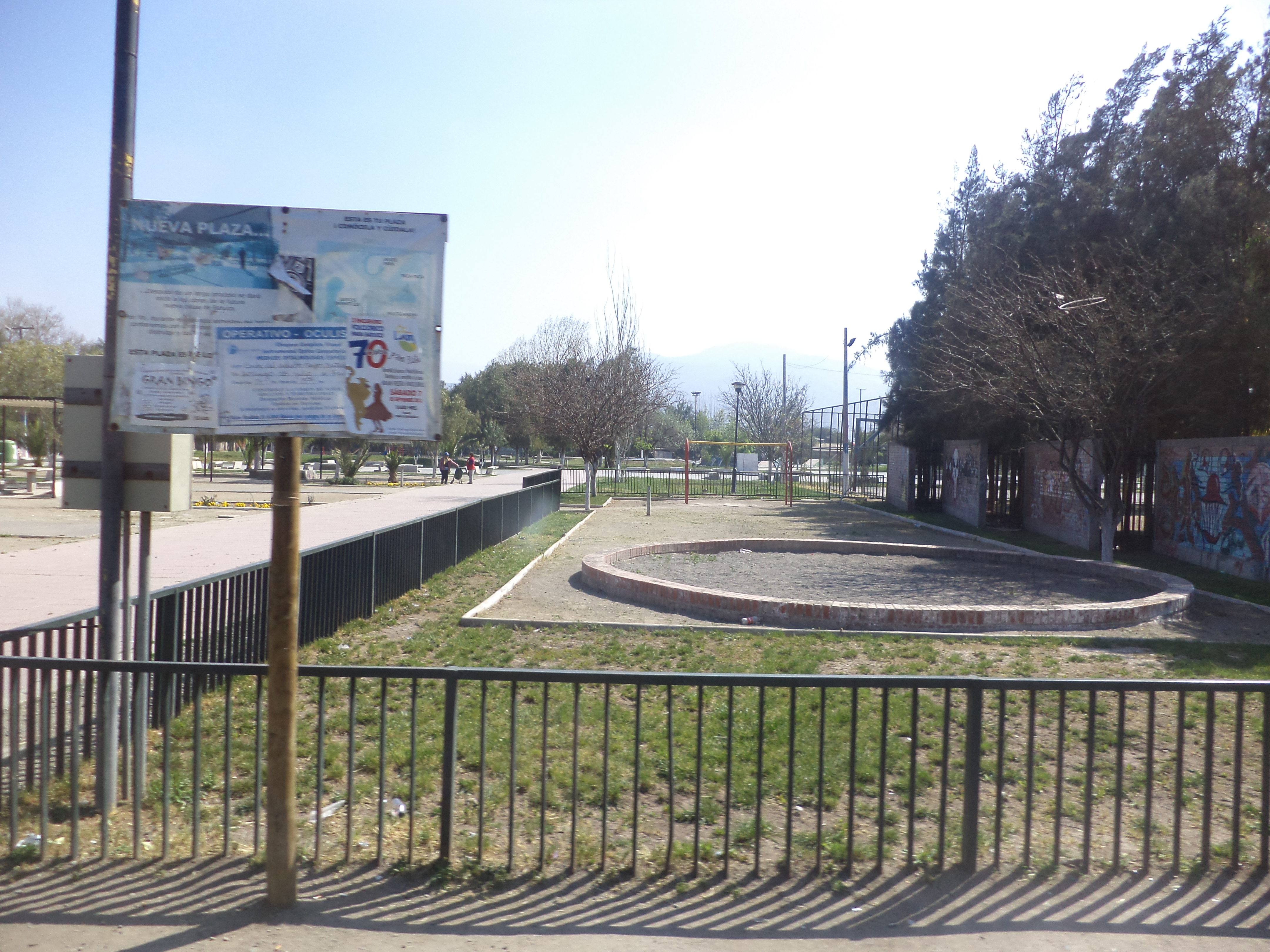
Plaza de Batuco.

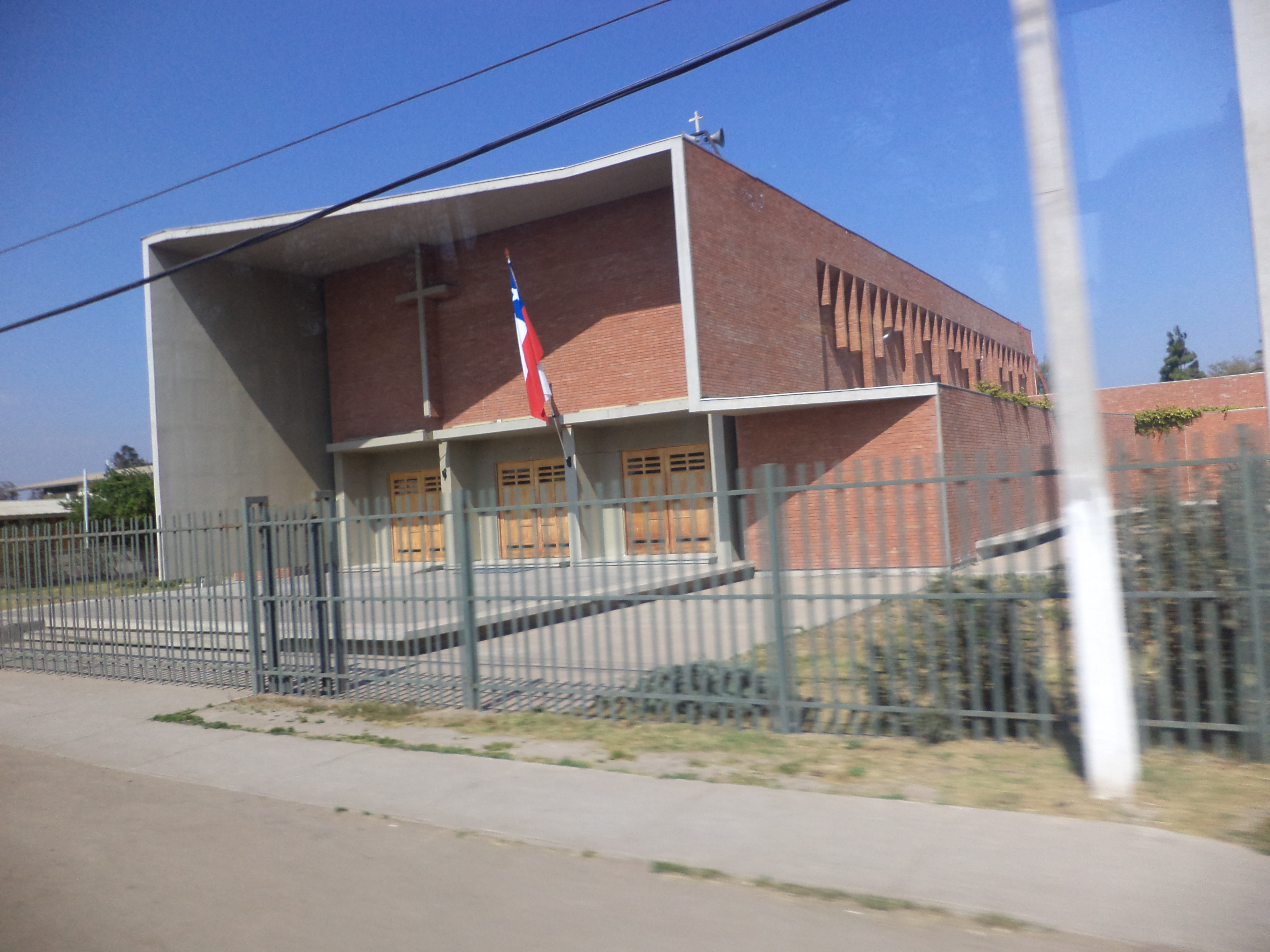
Iglesia de Batuco.

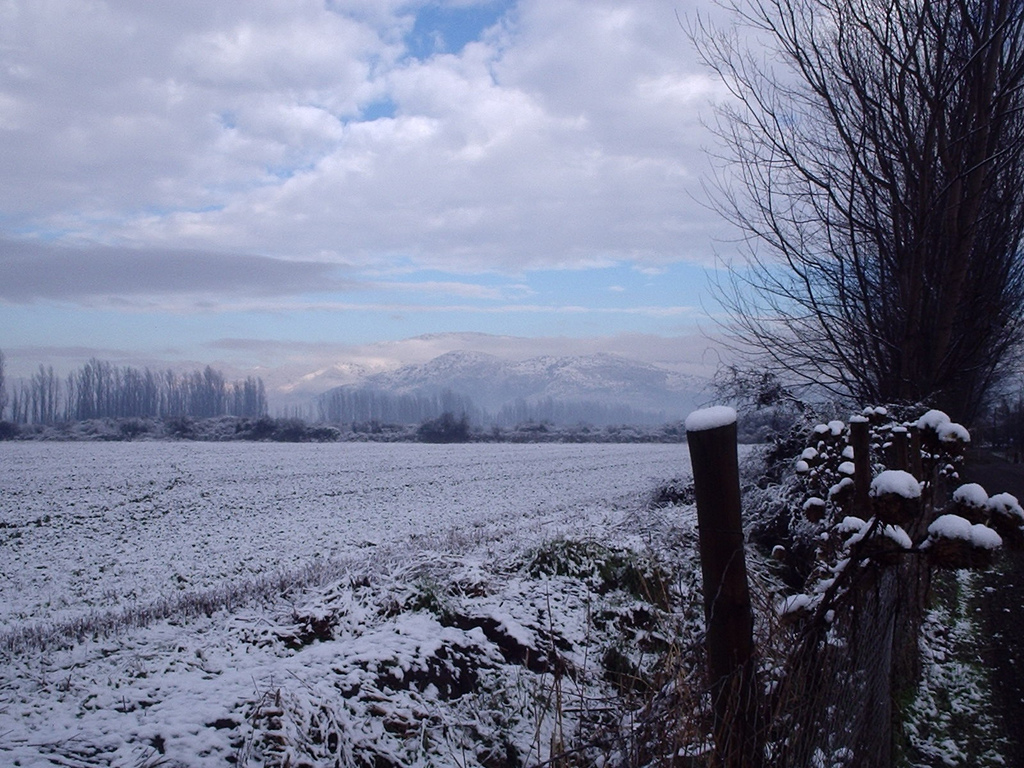
Vista de Batuco luego de una nevazón, evento poco común en la zona en 2007.

Batuco (del mapudungún: Vatruko ‘agua de totora’) es una ciudad de la comuna de Lampa ubicada a 36 km Norte de Santiago de Chile. Construida a partir de la Estación Batuco del antiguo tren de Ferrocarril de Valparaíso a Santiago

## Descripción
Batuco se comenzó a formar como pueblo, y localidad el día 30 de septiembre de 1913, cuando se dividió la antigua hacienda Batuco.
Batuco es una ciudad de la comuna de Lampa, en la provincia de Chacabuco, Región Metropolitana de Chile. Posee una población de 16 784 habitantes, en un área de 3,66 km² cuadrados, mezclando hermosos paisajes urbanos y rurales.
En la zona se encuentra la Laguna de Batuco, que es un santuario de la naturaleza con una superficie de aproximadamente 274 hectáreas.
Batuco se caracteriza por ser una "Pueblo dormitorio" de trabajadores de las industrias de la Zona Norte de Santiago y dedicarse a actividades mineras (hay 2 fábricas de baldosas cerámicas que aprovechan la arcilla del lugar) y algunas actividades agroindustriales. También destaca un club de ala delta que aprovecha los vientos en la zona montañosa del norte. Dispone de una abandonada estación ferroviaria.
Esta localidad está en vías de modernización y urbanización, la cual cuenta con una gran variedad de locales comerciales tales como una farmacia, supermercados, ferreterías, almacenes, etc. Además de variados centros educacionales, cuenta también con una Tenencia de Carabineros perteneciente a la 8.ª Comisaría de Colina, y con la Tercera Compañía de Bomberos de Colina llamada "Bomba Batuco", cuyo lema es "Valor y Servicio".
Batuco cuenta con servicio de agua potable, alcantarillado (en algunos sectores aún no llega el servicio.) y luz, siendo esta última distribuida por la empresa eléctrica Enel. Hay red de telefonía fija y cobertura para telefonía móvil en toda la comuna y alrededores.
Durante la cuenta pública de junio de 2019 del presidente Sebastián Piñera, se anunció que la construcción de un ferrocarril que conecte a Santiago y Valparaíso entrará a una licitación internacional. la línea férrea Tren Santiago - Batuco conecte la comuna de Quinta Normal en la provincia de Santiago con el pueblo de Batuco, en un tiempo menor a 1 hora; esto implicaría la construcción de una nueva estación Batuco en las cercanías del pueblo. Se tiene contemplado una futura extensión hacia Til Til.

### Accidente de los polvorines
El 23 de marzo de 1908, los polvorines pertenecientes al Ejército de Chile inaugurados en 1896 explotan, destruyéndolos completamente, dejando 5 muertos, 15 heridos y dañando significativamente las edificaciones del caserío y su estación de ferrocarril. El estruendo del estallido pudo escucharse hasta Santiago. El cuartel fue reinaugurado en 1909, al poniente de la vía férrea y más alejado de la localidad, dentro de sus terrenos se inauguró la Escuela de Los Polvorines, establecimiento de educación básica que sirve a la comunidad de Batuco desde 1909, actualmente renombrada a Escuela Santa Bárbara.

## Cultura
El pueblo es cuna de la poetisa Gricelda Núñez, apodada La Batucana. Dispone de varios grupos folclóricos (el más numeroso es la Agrupación Folclórica de Batuco) y participa junto a Lampa en formar una Orquesta Juvenil (Big Band de Lampa), donde niños y jóvenes batucanos representan a su pueblo. Además, se destaca por el evento masivo "300 cuecas para Batuco", organizado por el conjunto folclórico Tradiciones Batuco desde el año 2011. También es la localidad donde el agrupación literaria Esperpentia realiza su acción.
En las Canteras de Batuco existe un circuito de cross y de enduro que se puede utilizar en motocicleta o bicicleta. Existe mucho cerro con huella tanto para principiantes como para expertos, existen también lugares habilitados para compartir asados, mas no hay comercio asociado por lo que se recomienda llevar provisiones. Para llegar a este lugar partiendo desde el centro de Batuco se debe seguir el camino hacia Lampa, luego del sector militar, cercano a las minas.

## Controversia
Existen diversas teorías en torno a un culto satánico, que durante la década del 2000 atemorizó a la ciudad.
Durante 2013 la ciudad destacó en la prensa nacional por las acciones del "Ateo de Batuco" quien aprovechando la libertad de cultos realizaba las mismas acciones que los grupos evangélicos, que predicaban en la plaza de armas del pueblo y comenzó a difundir su ateísmo. Su acción tuvo represalias incluso violentas desde grupos religiosos, y apoyo desde grupos ateos y escépticos.